# Abe Jirō

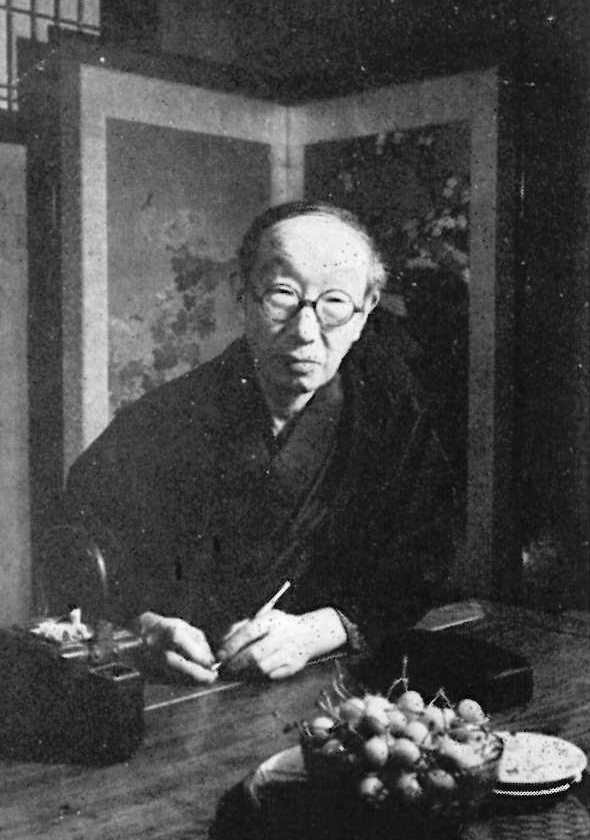
Abe Jirō

Abe Jirō (japanisch 阿部 次郎; geboren 27. August 1883 in Yamadera (Präfektur Yamagata); gestorben 20. Oktober 1959) war ein japanischer Philosoph, Kunstsachverständiger und Autor.

## Leben und Wirken
Abe Jirō wurde als Sohn einer Familie geboren, die seit der frühen Edo-Zeit zu den Großgrundbesitzern der Gegend gehörte. In seiner Zeit an der „1. Höhere Schule Tokio“. lernte er u. a. Saitō Mokichi, Abe Yoshishige und Iwanami Shigeo kennen. Nach seinem Studium an der Universität Tokio erhielt er Lob für die Besprechung von Werken des Schriftstellers Natsume Sōseki. Unter Sōseki lernte er Komiya Toyotaka und andere kennen und veröffentlichte 1911 ein gemeinsames Buch „Kage to koe“ (影と声) – „Schatten und Stimme“, in dem für den Antinaturalismus argumentiert wird.
1914 veröffentlichte Abe „Santarō no nikki “ (三太郎の日記) – „Santarōs Tagebuch“. Das ist eine Aufzeichnung einer Selbstreflexion, basierend auf einem mentalen Stress, mit dem er dann einen eigenen Idealismus begründete. Er entwickelte darin eine Art „Personalismus“ und wurde von Lesern sowohl des linken als auch des rechten Flügel angegriffen. Aber das Buch wurde zu einer Pflichtlektüre für Studenten und Jugendliche, um ihnen ein modernes Selbstgefühl zu vermitteln. Das Buch wurde zu einem bedeutenden Werk der Literatur der Taishō-Zeit.
Abe lehrte als Professor für Ästhetik an der Universität Tōhoku und hielt Vorlesungen zu Lipps, Nietzsche und anderen Philosophen. Er bemühte sich aber auch um die Erforschung der japanischen Kultur, wie der Renga und Haiku. 1954 investierte er eigenes Geld in die Gründung des „Abe-Instituts für japanische Kultur“ (阿部日本文化研究所, Abe Nihon bunka kenkyūjo). Das Institut wurde später Forschungseinrichtung der Tōhoku-Universität und erhielt dann die Bezeichnung „Abe-Jirō-Gedächtnismuseum“.
Abe war Mitglied der Akademie der Künste. Zu seinen Hauptwerken gehören „Rinrigaku no konpon-mondai“ (倫理学の根本問題) – „Grundprobleme der Ethik“ 1916，„Bigaku“ (美学) – „Ästhetik“ 1917, „Tokugawa-jidai no geijutsu to shakai“ (徳川時代の芸術と社会) – „Kunst und Gesellschaft in der Tokugawa-Zeit“ 1931, „Sekai bunka to Nihon bunka“ (世界文化と日本文化) – „Weltkultur und japanische Kultur“ 1934 und seine Übersetzung von Goethes „Faust“. Von 1960 bis 1966 erschien eine Gesamtausgabe seiner Werke (阿部次郎全集) in 17 Bänden.